# Ligne de niveau
Soit {\displaystyle f} une fonction à valeurs réelles, une ligne de niveau est un ensemble
{\displaystyle \{(x_{1},\dots ,x_{n})\mid f(x_{1},\dots ,x_{n})=c\}} ; {\displaystyle c} étant une constante. C'est en fait le sous-ensemble de l'ensemble de définition sur lequel {\displaystyle f} prend une valeur donnée.

## Lien avec le gradient

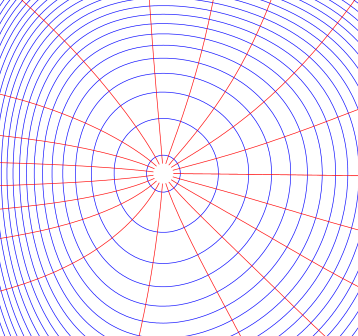
Considérons une fonction f dont le graphe ressemble à une montagne. Les courbes bleues représentent alors les courbes de niveau. Les courbes rouges suivent la direction du gradient.

Théorème : le gradient de {\displaystyle f} est perpendiculaire en tout point à la ligne de niveau de {\displaystyle f} en ce point.
Il s'agit d'un résultat important. Pour mieux le comprendre, imaginons que deux randonneurs sont à la même position sur une montagne. Le premier est téméraire et décide de prendre la direction de la plus forte pente pour accéder au sommet. Le second étant plus prudent, et ne désirant pas dégringoler, il décide de suivre le chemin qui lui permettra de garder la même altitude pour observer le panorama. Avec cette analogie, le théorème ci-dessus nous informe qu'au départ, les deux randonneurs suivront des chemins perpendiculaires.
Preuve : soit {\displaystyle x_{0}} un point. La ligne de niveau passant par {\displaystyle x_{0}} est {\displaystyle \{x|f(x)=f(x_{0})\}}. Considérons alors une courbe {\displaystyle x(t)} de cette ligne de niveau passant par {\displaystyle x_{0}}, et supposons que {\displaystyle x(0)=x_{0}}.
Nous avons alors:
{\displaystyle f({\mathbf {x} }(t))=f({\mathbf {x} _{0}})=c.}
Si nous dérivons maintenant cette relation en {\displaystyle t=0} en utilisant le théorème de dérivation des fonctions composées, nous trouvons
{\displaystyle J_{f}({\mathbf {x} _{0}}){\mathbf {x} }'(0)=0.}
De manière équivalente, le Jacobien de {\displaystyle f} en {\displaystyle x_{0}} est le gradient en {\displaystyle x_{0}}
{\displaystyle \nabla f({\mathbf {x} }_{0})\cdot {\mathbf {x} }'(0)=0.}
Par conséquent, le gradient de {\displaystyle f} en {\displaystyle x_{0}} est perpendiculaire à la tangente {\displaystyle x'(0)} à la courbe (et à la ligne de niveau) en ce point. Comme la courbe {\displaystyle x(t)} est choisie arbitrairement, il vient que le gradient est perpendiculaire à la ligne de niveau.
Une conséquence de ce théorème est que si une ligne de niveau se recoupe (de manière plus précise, n'est pas une variété ou une hypersurface différentiable), alors le gradient doit s'annuler en tous les points d'intersection. Ainsi, tous les points d'intersection seront des points critiques de {\displaystyle f}.